# 知識plus
知識plus（ちしきぷらす）とは、インターネット上のナレッジコミュニティサイト、ハンゲームのサービスの一つで、疑問を解決する「知識plus」と意見募集を行う「アンケートplus」の総称である。2003年12月18日から2009年6月24日まで提供されていた。

## 概要
疑問点を解決できるという人力検索はてなやYahoo!知恵袋、OKWaveなどと同じQ＆Aサイトで、人力検索はてなは有料であるのに対して知識plusは無料で参加できる。ポイントを貯めると称号別のアバターアイテムが買えるようになるという特徴がある。
2009年6月24日、不具合の修正やアップデート対応が困難であることを理由にハンゲームメンテナンス終了後サービスは終了した。サービス終了後は、知識plusのページは閲覧できなくなり、知識plus限定アバターショップの販売は終了された。

## 全体としての知識plus
- 知識plusでは、無料で取得できるハンゲームIDを持っていれば誰でも(ただし称号が破産者のものは除く)投稿することが出来る。回答したり、質問したり、投票、推薦といったアクションを起こすと、ポイントを手に入れることがき、獲得総ポイント数によって称号が与えられる。
- 110番機能があり、規約に違反した投稿に対してユーザーが110番を行い、ハンゲームに報告することができる。ある一定数の報告が来ると、自動的に削除される仕組みになっていると一部で言われているが、実際にはハンゲームの判断によって行われている。
- 規約に違反する投稿を行った利用者には、ポイント減算のペナルティの他、行為によってはIDの使用が停止される。
- ハンゲーム側のミスにより誤って削除された投稿でも復活されないため、投稿者自ら再投稿しなければならない。

## サブコンテンツとしての知識plus
- 疑問に思っていることを投稿し、他の利用者から回答を得ることができる。回答レベルは4段階あり、自分に見合ったレベルでの回答を求めることができる。投稿後は一度だけ質問内容を追加でき、さらに追加したい場合はコメント欄を使用することで補足できる。
- 質問者は、自分の持ちポイントの30%（上限100ポイント）までを「お礼ポイント」として任意で設定することができ、設定ポイント分だけ持ちポイントが減算される。回答者は「ベスト回答」に選ばれた場合、ベスト回答ポイントとは別にお礼ポイントが加算される。回答が得られないなどの理由でベスト回答がない場合でも、質問者のポイントは減算されたままでお礼ポイントが戻ってくることはない。
- 「知識検索」機能を使うと、データベース化されている過去ログを閲覧することが出来る。過去に同じような質問があれば質問して回答を待つよりも早く回答が得られるが、この機能はあまり活かされておらず、同じ内容の投稿が何度も投稿されている。しかし、質問時期により回答者が変わり、同じ質問でも回答が異なることもある。また、回答よりコメントの意見のほうが専門的で詳しい場合もある。
- かつては携帯電話からも質問を投稿したり、回答を投稿できたりしたが、2009年3月30日をもって知識plusモバイルのサービスは終了した。

## 注意点
- 意見募集やアンケート行為は禁止されており、そのようなことは、アンケートplusで行わなければ削除の対象となる。
- 投稿項目を間違ったディレクトリで投稿すると削除の対象となる。携帯電話からの投稿は、サーバー上の問題からディレクトリが文字化けしているため、削除されない。
- 投稿内容が意見募集や悩み相談などは通報対象であるが、必ずしも削除されるわけではない。また、哲学的な質問などもあまり削除の対象にはならない。
- 性的なことを連想させる単語は、生物学的な質問などであっても削除される場合がある。実際にNAVERからハンゲームに管理が移行された際、生物学的な内容にもかかわらず生理などの単語が入っていた多くの知識が削除された。
- いたずら防止のために特定の単語の投稿が規制されており、単語が続いたことで偶然に禁止ワードに触れてしまった場合でも、警告とともに問答無用で投稿内容が白紙に戻される。そのため、直接書き込む前に「メモ帳」などのテキストエディタに下書きをすることがユーザーの間で推奨されている。（知識plusでは、特定の場合を除いてドラッグが出来ないため、直接書き込んだ場合コピー・アンド・ペーストを利用して他の場所に保存することが出来ない。）

## アンケートplus
- 明確な回答を得るためではなく、他の人がどう考えているのかという意見を募集することが出来る。選択肢を投稿者だけが登録し投票を始める方法と他のユーザーに投稿してもらいその後投票を始める方法がある。
- タイトルで100字、内容説明100字以内の投稿文字制限があるため、細かい設定に文字数を割くことは難しい。コメント欄を利用し内容を追加することも可能であるが、コメント欄の文字制限も短く効率的ではない。
- 調査のためのアンケートというよりも娯楽の要素が強いが、「シリーズ物」や「ネタ投稿」と呼ばれる類似性のあるアンケート投稿は、アンケート投稿者の規約違反やルール違反ではないものの、繰り返し行為を嫌がる一部の反対者により投票コメントで批判や中傷がされることがある。また、投票が匿名制であるため投票理由が適当なこともある。
- 知識検索機能がないため、過去に行われたアンケートについて調べるには時間がかかる。
- 禁止ワードが入っていても投稿できないだけで白紙にされることはなく、書き直しの猶予が与えられる。
- スクロールのためもあってか、上の方の選択肢に投票が集まりがちである。最多得票となった選択肢の登録者にポイントが加算された頃（現在は廃止）、この問題の改善が掲示板などで話し合われたこともあったが、形式の変更には至らなかった。
- 投票コメントでは「。」「、」のように句読点（記号）だけのものや、「うむ」「うん」のような短すぎる言葉は、削除及び減点の対象となっている。

## ポイント
- 知識plusをはじめると、最初に100ポイント付与され、毎日、一日間において初めてのログイン毎に5ポイントが加算される（1日各1回）。質問や回答、投票、アンケートの登録、選択肢の登録、推薦を行うと一定のポイントが加算される。
- 規約に違反した投稿を行うと同点かそれ以上減算される。
- ランキング機能があり、自分の順位を確認することが出来る。また、100位以上になると、ランキングのページでユーザー名が公開される。
- ポイントによって階級が分けられ、破産者（−1点以下）から神様（57,001点以上）まで、8段階ある。
- ハンゲームのショップで、階級によって限定アバターを購入することができる。階級が達していない上位階級のアバターは購入できないが、同位・下位階級のアバターは購入することができる。

## 終了・休止した機能
個人掲示板
ユーザー間で掲示板を開設し、運営することが出来た。URL変更後に終了。
お散歩知識
ランダムに知識にアクセスする。URL変更後にサービスは終了。
悩みplus
質問するのではなく悩みを相談するためのサービス。URL変更後にサービスは終了。
ディレクトリ・ナビゲータ（D-Navi）
通称「Dナビ」。各ディレクトリのイベントを企画したり、Dナビピックアップというよい知識を選別したりする仕事を担うユーザーの事である。3ヵ月で交代され、Dナビの選定はユーザーが立候補して他のユーザーから選別されるという手順となっていた。
第3期の中頃から、NAVERのDナビ担当者がDナビとの連絡のための掲示板に現れなくなり、機能しなくなった。そして、もともとユーザーからあった不要論が拡大し、最終的にはDナビの中からも不要論だされ2005年1月31日付でこの制度は休止となった。
なお、第3期Dナビに事前通知はなく一般ユーザーと同時に通知され、また担当者からの説明も一切なかった。
ポイント特典
NAVER]運営時は、階級が昇格する（減点で降格した後の再昇格は対象外）とハンコイン商品券がプレゼントされたが、ハンゲーム移行後に廃止。
プロフィール
2007年4月に行われたプロフィールのリニューアルに伴い、それまでは見ることが出来た他人の知識plus活動は見られなくなった。また、自身の活動も知識plus内の「マイ知識」から確認するよう変更された。
知識plusモバイル
2009年3月30日をもってサービス終了した。

## 歴史
- 2003年12月18日　検索サイトNAVERのサービスとして、知識plusβ版スタート
- 2004年2月　　正規版に移行
- 2004年3月　　違反投稿を通報する目的の110番機能が追加

（この頃から第三者サイトとの間で著作権を巡るトラブルが頻発し始める）
- 2004年6月　　知識が10万件突破
- 2004年7月　　アンケートplus機能追加
- 2004年10月　知識plusキャラクター「チエビット」作成
- 2004年11月　知識plusモバイルスタート
- 2005年1月　Dナビ制度休止
- 2005年6月　NAVERからオンラインゲームサイトHangame内のサービスへと移行したことに伴い、知識plusのURL変更（http://plus.naver.co.jp/からhttp://plus.hangame.co.jp/へ）および悩みplusと個人掲示板のサービス終了
- 2009年3月30日 知識plusモバイルサービス終了
- 2009年6月24日 知識plus全サービス終了